# Miss Perfumado
Albums de Cesária Évora
Mar Azul
(1991) Cesária
(1995)
Miss Perfumado est le cinquième album de la chanteuse capverdienne Cesária Évora, sorti en 1992. Il se vendit à 300 000 exemplaires à travers le monde, notamment grâce à son single très populaire Sodade composé par Amandio Cabral.

## Nomination
L'album fait partie des 6 albums de Cesária Évora à avoir fait l'objet d'une nomination au Grammy Award dans la catégorie « Meilleur album de musique du monde contemporaine » :
- 1996 : Cesária
- 1998 : Cabo Verde
- 1999 : Miss Perfumado
- 2000 : Café Atlantico
- 2002 : São Vicente di Longe
- 2004 : Voz d'Amor

Mais seul Voz d'Amor a remporté le Grammy Award.

## Liste des titres de l'album
1. Sodade
2. Bia
3. Cumpade Ciznone
4. Direito Di Nasce
5. Luz Dum Estrela
6. Angola
7. Miss Perfumado
8. Vida Tem Um So Vida
9. Morabeza
10. Recordaï
11. Lua Nha Testemunha
12. Barbincor
13. Tortura